# La Piedra (Venezuela)
La Piedra es una pequeña localidad cercana a Yaritagua, en el municipio Peña del estado Yaracuy en la Región Centro-Occidental de Venezuela. Se encuentra a 320 km de Caracas, en la falda del cerro Mayurupí a 300 m s. n. m. Es un centro poblado de fácil acceso por la autopista centroccidental de atractivos paisajes naturales. La Piedra tiene una población aproximada de 3500 habitantes según censo realizado por la misma comunidad en 2006. Es netamente agrícola, aunque en los últimos años se han establecido un grupo importante de industrias en las zonas aledañas.

## Equipamientos sociales
- Escuelas: 3
- Centros médicos asistenciales: 1
- Casa comunal: 1
- Plazas: 1
- Infocentro 1

## Organizaciones sociales
- Consejo comunal: 6

```
1- "Querer es Poder" Sector Pueblo Nuevo
2- "Bisas del Salto" Sector El Salto
3- "Piedra Arriba" Sector Piedra Arriba
4- "Construyendo el Nuevo Amanecer" Sector San Antonio
6- "La Piedra en Progreso" Sector Piedra Centro
```

- Banco Comunal: 1

```
1- "Todos Unidos por un Futuro"
```